# Smicropus elegans
Smicropus elegans là một loài bướm đêm trong họ Geometridae.